# World Cube Association
La World Cube Associationes la asociación mundial que regula las competiciones de los rompecabezas llamados rompecabezas de combinación (o rompecabezas mecánicos).
El más famoso de ellos es el cubo de Rubik (cubo 3x3x3) diseñado por el húngaro Ernő Rubik; las competencias oficiales se celebran con una selección de estos rompecabezas.
La asociación fue fundada por el neerlandés Ron van Bruchem y el estadounidense Tyson Mao con el objetivo: «más competencias, en más países, con más personas y más divertidas, en condiciones justas»y cuyo espíritu reza: «gente de todos los rincones del mundo divirtiéndose juntos en una atmósfera agradable ayudándose los unas a los otros y comportándose deportivamente». Las competencias son organizadas alrededor del mundo, asistidas por organizaciones nacionales de cada país.
Además de mantener y actualizar el reglamento, la World Cube Association también edita y facilita herramientas para desarrollar los eventos como formatos para consignar los resultados, sistemas en línea de puntuación en vivo y un programa digital para desarrollar mezclas.

## Estructura
| Nombre         | País           |
| -------------- | -------------- |
| Ethan Pride    | Estados Unidos |
| Kerrie Jarman  | Australia      |
| Blake Thompson | Estados Unidos |
| Dan Smith      | Estados Unidos |
| Nick Silvestri | Estados Unidos |

La World Cube Association está liderada por la junta directiva, en inglés «WCA Board», que además nombra a los delegados quienes pueden delegar competiciones oficiales. Se requiere la presencia de un delegado con el fin de realizar una competición oficial.
Los delegados de la World Cube Association son miembros responsables de asegurarse de que todas las competiciones se ejecutan de acuerdo con la misión, las normas y el espíritu de la asociación. La World Cube Association distingue entre «Delegados Senior», «Delegados», «Delegados Junior» (antes «Candidato a Delegado»). Adicional a las funciones de un delegado de la World Cube Association, un «Delegado Senior» es responsable de administrar los delegados en su área, también puede contactarse con la comunidad por asuntos regionales. Los nuevos delegados se introducen como «Trainee Delegate» durante un período de prueba que de ser cumplido satisfactoriamente pasan a ser «Delegado Junior». Tras demostrar que son capaces de gestionar con éxito las competiciones durante un período de un año, pasan a ser catalogados como «Delegado».
| Nombre                     | País           |
| -------------------------- | -------------- |
| Ilkyoo Choi                | Corea del Sur  |
| Natán Riggenbach           | Perú           |
| Ron van Bruchem            | Países Bajos   |
| Tim Reynolds               | Estados Unidos |
| Olivér Perge               | Hungría        |
| Alberto Pérez de Rada Fiol | España         |
| Chris Wright               | Reino Unido    |
| Bob Burton                 | Estados Unidos |
| Henrik Buus Aagaard        | Dinamarca      |

Todos los competidores se convierten automáticamente en miembros de la World Cube Association en su primera competición oficial.
Actualmente, más de 142 000 personas de todo el mundo han asistido a eventos de la World Cube Association.

## Equipos, Comités y Consejos[6]
La WCA dispone de varios comités y equipos que vigilan distintos aspectos de las competiciones y el funcionamiento de la Organización. Estos son:
Equipo de Comunicaciones de la WCA «WCA Comunications Team (WCT)»
Liderado por Rui Reis (Suiza). Este equipo se encarga de supervisar y facilitar las comunicaciones de la WCA con la comunidad y el público.
Equipo de Anuncios de Competiciones de la WCA «WCA Competition Anouncement Team (WCAT)»
Liderado por Wilson Alvis (陈智胜) de Indonesia. Este equipo tiene la labor de aprobar y anunciar Competiciones WCA y asegurarse de que dichos anuncios se adhieren a los estándares de calidad de la WCA.
Comité Disciplinario de la WCA «WCA Disciplinary Committee (WDC)»
Con Sebastiano Tronto (Italia) a la cabeza. Este comité aconseja a la Junta Directiva de la WCA en casos especiales de presuntas violaciones del Reglamento de la WCA. Los miembros de la WCA pueden ponerse en contacto con el WDC en caso de asuntos importantes relacionados con las competiciones de la WCA.
Comité Ético de la WCA «WCA Ethics Committee (WEC)»
A cargo de Enzo Mattos (Brasil). El papel de este comité es asegurarse de que los procedimientos seguidos por el personal WCA y externo siguen su Código Ético, realizando investigaciones independientes si la conducta de alguno de estos no cumple con dicho Código Ético. Estas investigaciones pueden ser solicitadas por cualquier competidor registrado. Este comité también funciona como junta de apelación si cualquier involucrado no está de acuerdo con alguna decisión del Comité Disciplinario de la WCA (WDC).
Equipo de Asistentes Ejecutivos de la WCA «WCA Executive Assistants Team (WEAT)»
Integrado por Daniel James (India) y Thaynara Santana de Oliveira (Brasil). Este equipo es responsable de llevar a cabo las tareas administrativas de la Junta Directiva de la WCA.
Comité de Finanzas de la WCA «WCA Financial Committee (WFC)»
Liderado por James Molloy (Reino Unido). Este equipo es el responsable de gestionar las finanzas de la WCA.
Equipo de Márketing de la WCA «WCA Marketing Team (WMT)»
Liderado por Saransh Grover (India). Este equipo es responsable de desarrollar y gestionar la Marca WCA, buscando patrocinadores, la distribución de equipación de competición y haciendo marketing de la mercancía de la WCA.
Comité de Control de Calidad de la WCA «WCA Quality Assurance Committee (WQAC)»
A cargo de Daniel Vædele Egdal (Dinamarca). Este comité tiene la labor de apoyar y promover mejora continua de la calidad dentro de la WCA, así como la aplicación a nivel mundial de estándares de calidad para asegurar una consistente alta calidad de procesos, personal WCA, Organizaciones Regionales, Organizadores y personal ayudante en competiciones.
Comité Reglamentario de la WCA «WCA Regulations Committee (WRC)»
Liderado por Iván Brigidano Pérez (España). Este comité es responsable de administrar el Reglamento de la WCA.
Equipo de Resultados de la WCA «WCA Results Team (WRT)»
Con Sébastien Auroux (Alemania). Este equipo es el responsable de la gestión de todos los resultados de competiciones.
Equipo de Software WCA «WCA Software Team (WST)»
Liderado por Gregor Billing (Alemania). Este equipo es el responsable de gestionar el software de la WCA (página web, páginas de mezclas, workbooks, herramientas de administración, etc). Este comité administra un repositorio de GitHub en el que todos pueden participar aportando código para la WCA.
Equipo de la WCA como Organización Deportiva «WCA Sports Organization Team (WSOT)»
Liderado por Ethan Pride (Australia). Este equipo tiene la tarea de supervisar y apoyar el reconocimiento de la WCA como una organización deportiva internacional.
Equipo de Archivo de la WCA «WCA Archive Team (WAT)»
Liderado por William Gan Wei Ren (Malasia). El WAT es un comité asesor de la WCA. Este tiene el objetivo de supervisar y ayudar en el desarrollo de un archivo para la organización.
Consejo Asesor de la WCA «WCA Advisory Council (WAC)»
Liderado por Ekaterina Kaneva (Rusia). Este consejo es responsable de fomentar y mantener comunicación bilateral entre la Comunidad y el Personal de la WCA.

## Organizaciones nacionales
World Cube Association reconoce las siguientes organizaciones nacionales:

- Austria: Speed Cubing Association Austria
- Australia: Speedcubing Australia
- Azerbaiyán: Azerbaijan Cube Association
- Bielorrusia: Belarus Speedcubing Federation
- Brasil: Associação Brasiliense de Cubo Mágico
- Canadá: Canadian Cubing
- Croacia: Croatia Speedcubing Hrvatska
- Dinamarca: Dansk Speedcubing Forening
- España: Asociación Española de Speedcubing
- Estados Unidos: Cubing USA
- Eslovenia: Rubik Club Slovenia
- Estonia: Eesti Kuubik
- Filipinas: Philippine Cubers Association
- Francia: Association Française de Speedcubing
- Irlanda: Speedcubing Ireland
- Italia: Cubing Italy
- Japón: Japan Rubik's Cube Association
- Kazajistán: Kazakhstan Speedcubing Federation
- Corea del Sur: Korea Cube Culture United
- Macedonia: Macedonian Cubing Association
- Malasia: Malaysia Cube Association
- Nueva Zelanda: Speedcubing New Zealand
- Nigeria: Cubing Nigeria
- Noruega: Norges Kubeforbund
- Países Bajos: Speedcubing Nederland
- Paraguay: Club de SpeedCubing Paraguay
- Polonia: Polish Speedcubing Federation
- Reino Unido: UK Cube Association
- Rusia: Speedcubing.ru
- Suecia: Svenska Kubförbundet
- Suiza: Swisscubing
- Uruguay: Asociación Uruguaya de Speedcubing

## Historia
En 1999, los primeros speedcubers se encontraron el uno al otro en Internet a través de los juegos de Rubik, un juego de ordenador con una versión electrónica del Cubo de Rubik. Chris Hardwick de Raleigh, Carolina del Norte fundó el Grupo de Yahoo! "Speedsolvingrubikscube" y el no oficial World Records, un lugar donde cubers podían publicar sus mejores tiempos personales. Ron van Bruchem comenzó speedcubing.com junto a su amigo Ton Dennenbroek, un ávido coleccionista de rompecabezas.[cita requerida]
Debido a que los cubers vivían en todo el mundo, que querían organizar un concurso en el que todos se pudieran conocer. En 2003, bajo la dirección de Dan Gosbee, organizaron el Campeonato Mundial del Cubo de Rubik en Toronto. Esta primera competencia Cubo de Rubik fue un gran éxito, pero había un montón de problemas, debido a la falta de una buena regulación. Después del Campeonato Mundial, Ron van Bruchem y Tyson Mao iniciaron la organización de competiciones en los Países Bajos y Alemania, así como en el Caltech en los Estados Unidos. En 2004, comenzaron la Asociación Mundial del Cubo, que hoy organiza competiciones en más de 50 países.[cita requerida]

## Categorías
Actualmente, La World Cube Association ofrece competiciones en 17 categorías. No todas se ofrecen en todas las competiciones, pero por lo general se ofrecen en todas las competiciones nacionales y mundiales.
- Cubo 2×2×2
- Cubo 3×3×3
  - Con una sola mano (OH, One Handed)
  - Con los ojos vendados (3x3 Blind)
  - Con los ojos vendados Múltiple (Multiblind)
  - Menor número de movimientos (FMC, Fewest Moves Cube)
- Cubo 4×4×4
  - Con los ojos vendados (4x4 Blind)
- Cubo 5×5×5
  - Con los ojos vendados (5x5 Blind)
- Cubo 6×6×6
- Cubo 7×7×7
- Square-1
- Pyraminx
- Megaminx
- Skewb
- Rubik's clock

Además, algunas categorías han tenido su estatus oficial en los eventos de la World Cube Association pero se han eliminado:
- Rubik's Magic
- Rubik's Magic: Master Edition (Master magic)
- Cubo 3×3×3: Con los ojos vendados Múltiple (estilo antiguo)
- Cubo 3×3×3: Con los pies (hasta diciembre del 2019)